# Sphingius tristiculus
Sphingius tristiculus är en spindelart som beskrevs av Simon 1903. Sphingius tristiculus ingår i släktet Sphingius och familjen månspindlar.
Artens utbredningsområde är Vietnam. Inga underarter finns listade i Catalogue of Life.